# Gujan-Mestras
Gujan-Mestras település Franciaországban, Gironde megyében. Lakosainak száma 22 643 fő (2022. január 1.). Gujan-Mestras Le Teich, La Teste-de-Buch és Sanguinet községekkel határos.

## Népesség
A település népességének változása:
| Lakosok száma | 6687 | 8600 | 11 433 | 17 031 | 20 294 | 20 817 | 21 152 | 21 887 | 22 036 | 22 643 |
|               | 1968 | 1982 | 1990   | 2006   | 2013   | 2015   | 2017   | 2019   | 2020   | 2022   |